# 铜头蝮 (反内战民主党人)
铜头蝮，或称和平民主党人，是在1860年代南北战争期间，身处北方联邦、反对内战、希望立即与美利坚联盟国达成和平协议的一部分民主党人。
共和党人首先将反战民主党人称作“铜头蝮”，将他们描述为铜头蝮种的毒蛇，其通用名称就是铜头蝮（Copperhead）。那些民主党人反而接受了这个标签，将“铜头”与自由的形象联系起来，他们将大美分硬币上的自由女神头像剪下，并自豪地作为徽章佩戴。相比之下，支持内战的民主党人被称为挺战民主党人。
著名的铜头蝮包括来自俄亥俄州的两位民主党国会议员：克莱门特·L·瓦兰迪格姆和亚历山大·朗。共和党检察官在1864年的一系列审判中指控一些著名的铜头蝮叛国。
铜头党是一场极具争议的草根运动。它在俄亥俄河以北的地区以及一些城市区域中拥有强大的群众基础。当联邦军队表现不佳时，铜头蝮们的支持者就会增加，而在他们取得巨大胜利时则会减少。1864年9月，亚特兰大被联邦军攻陷，联邦的军事成功似乎得到了保证，铜头党就此垮台。